# 아들에게 가는 길
《아들에게 가는 길》은 2017년에 개봉한 대한민국의 영화이다.

## 개요
이 작품은 코다(CODA: 청각장애인의 비장애인 자녀) 한 장애인 부부가 아들의 양육문제로 겪게 되는 아픔을 사례로 다루고 있는 드라마이다.

## 줄거리
청각장애인 부모를 둔 아이는 시골에서 할머니와 따로 살고 있다. 열심히 노력한 끝에 형편이 나아진 부부는 설레는 마음으로 아들을 데려오려고 하지만, 아이는 소통할 수 없는 엄마와 아빠가 힘들기만 하다. 부모 또한, 아이의 서러운 울음소리에도, 늦은 밤 아이의 이마가 불덩이처럼 뜨거워도 제대로 해줄 수 없는 자신들의 처지가 답답하기만 하다. 

## 캐스팅
- 김은주 : 보현 역
- 서성광 : 성락 역
- 이로운 : 원효 역
- 김경애 : 시어머니 역
- 이보희 : 친정어머니 역
- 황미숙 : 무용단장 역
- 윤영식 : 무용코치 역
- 곽나연 : 여의사 역
- 하민우 : 유치원선생 역
- 김에스터 : 유치원원장 역
- 이무정 : 시골노인 1 역
- 김하림 : 시골노인 2 역
- 김용덕 : 시골노인 3 역
- 이용도 : 이발사 역
- 최석순 : 트럭운전사 역
- 차성제 : 유찬 역
- 이승호 : 준우 역
- 강서린 : 초롱 역
- 나기수 : 공연단원 역
- 최상아 : 공연단원 역
- 최윤정 : 공연단원 역
- 권오춘 : 공연단원 역
- 이관영 : 공연단원 역
- 이정수 : 무용단원 역
- 김나영 : 무용단원 역
- 손주희 : 무용단원 역
- 김예은 : 무용단원 역
- 김민희 : 무용단원 역
- 해성스님 : 수화합창단장 역
- 박명자 : 수화합창단원 역
- 김복순 : 수화합창단원 역
- 이향숙 : 수화합창단원 역
- 김형자 : 수화합창단원 역
- 주현미 : 수화합창단원 역
- 임종희 : 수화합창단원 역
- 윤재선 : 수화합창단원 역
- 하영준 : 우크렐레 연주 역
- 천사랑 : 유치원생들 역
- 정지민 : 유치원생들 역
- 김소연 : 유치원생들 역
- 이건화 : 유치원생들 역
- 박혜준 : 첼리스트 역 (특별출연)
- 신경자 : 옆집아주머니 역 (특별출연)